# Paul McGrath Benito
Paul McGrath Benito (Barcelona, 7 de marzo de 2002) es un deportista español que compite en atletismo, especialista en la disciplina de marcha. Es hijo de madre española y padre escocés.
Ganó una medalla de plata en el Campeonato Europeo de Atletismo de 2024, en la prueba de 20 km marcha.

## Trayectoria
En 2018 disputó su primer evento internacional, el Campeonato Europeo Sub-18, en el que terminó sexto en los 10 km. En 2021 consiguió una medalla de bronce en el Campeonato Mundial de Atletismo Sub-20, en la misma prueba.
En febrero de 2024 ganó el Campeonato de España de 20 km marcha con un tiempo de 1:17:55, récord de España sub-23 y mínima para acudir a los Juegos Olímpicos. Luego consiguió la medalla de plata en el Campeonato de Europa, siendo superado por el sueco Perseus Karlström. En los Juegos Olímpicos de París 2024 estuvo luchando con el grupo de cabeza hasta el km 17, cuando quedó desfondado para acabar decimoséptimo.
En mayo de 2025 ganó dos medallas de oro (individual y por equipos) en los 20 km del Campeonato Europeo de Marcha por Equipos.

## Palmarés internacional
| Campeonato Europeo | Campeonato Europeo | Campeonato Europeo | Campeonato Europeo |
| Año                | Lugar              | Medalla            | Prueba             |
| ------------------ | ------------------ | ------------------ | ------------------ |
| 2024               | Roma (Italia)      | Medalla de plata   | 20 km marcha       |

## Competiciones internacionales
| Año  | Competición                              | Sede      | Puesto            | Prueba   | Marca    |
| ---- | ---------------------------------------- | --------- | ----------------- | -------- | -------- |
| 2018 | Campeonato Europeo Sub-18                | Győr      | 6.º               | 10 000 m | 46:03.17 |
| 2019 | Festival Olímpico de la Juventud Europea | Bakú      | Medalla de plata  | 10 000 m | 45:51.64 |
| 2021 | Campeonato Europeo por Equipos sub-20    | Poděbrady | i. · eq.          | 10 km    | 41:51    |
| 2021 | Campeonato de Europa Sub-20              | Tallin    | Medalla de oro    | 10 000 m | 42:32.19 |
| 2021 | Campeonato del Mundo Sub-20              | Nairobi   | Medalla de bronce | 10 000 m | 42:26.11 |
| 2022 | Campeonato Mundial por Equipos           | Mascate   | 37.º i. 5.º eq.   | 20 km    | 1:32:12  |
| 2023 | Campeonato Europeo por Equipos           | Poděbrady | 5.º i. · eq.      | 20 km    | 1:21:15  |
| 2023 | Campeonato de Europa Sub-23              | Espoo     | Medalla de oro    | 20 km    | 1:21:03  |
| 2024 | Campeonato Mundial por Equipos           | Antalya   | i. · eq.          | 20 km    | 1:19:14  |
| 2024 | Campeonato Europeo                       | Roma      | Medalla de plata  | 20 km    | 1:19:31  |
| 2024 | Juegos Olímpicos                         | París     | 17.º              | 20 km    | 1:20:32  |
| 2025 | Campeonato Europeo por Equipos           | Poděbrady | i. · eq.          | 20 km    | 1:18:05  |